# Chuck Boyd
Chuck Boyd (ur. 1942, zm. 1991) – amerykański fotograf rock and rollowy, pracujący w Los Angeles w stanie Kalifornia w latach 60. i 70. XX wieku.

## Lata młodzieńcze
Miłość do fotografii u Boyda zrodziła się, kiedy w wieku 13 lat dostał od matki aparat fotograficzny jako prezent. Mając 16 lat poszedł pracować do stacji radiowej KRLA w Los Angeles, aby promować artystów.

## Kariera

### Początki
Boyd rozpoczął swoją karierę na początku lat 60., pracując wówczas dla czasopisma Tiger Beat. W 1967, Buck Munger, niezależny producent muzyczny i krajowy dyrektor ds. promocji Sunn Amplifiers, zatrudnił Boyda jako oficjalnego fotografa firmy. W trakcie pracy z Mungerem, Boyd miał okazję sfotografować występy Cream, Eltona Johna, Led Zeppelin, KISS i wielu innych artystów z przełomu lat 60. i 70. Robiąc zdjęcia dla firmy, Boyd miał cały czas dostęp do sceny. Według Bucka, Chuck był najbardziej zaufanym i najbardziej lubianym fotografem w biznesie rozrywkowym.

### Led Zeppelin
Boyd był przyjacielem Jimmy’ego Page’a, którego poznał z czasów grupy Yardbirds. Page wręczył Boydowi wersję test pressing albumu Led Zeppelin, mówiąc mu, że znajdują się w nim „bezużyteczne rzeczy”. Te „bezużyteczne rzeczy” brzmiały bardzo dobrze dla Boyda. Chuck miał pełny dostęp do grupy – od ich przebieralni, sceny, aż po studio nagrań. Boyd był jedną z osób, którą darzyli zaufaniem. Z tego też powodu, miał on możliwość wykonania wielu fotografii zespołu z 1969 i 1970.

### Dalsza część kariery
Boyd był fotoreporterem, nie paparazzo. Artyści zaufali mu ze względu na to, że nie publikował ich kompromitujących zdjęć. Posiadał fotografie żony George’a Harrisona na trasie koncertowej Erica Claptona, fotografie niektórych bardzo popularnych gwiazd rocka zażywających heroinę, a także pomieszane ciała na łóżku Keitha Moona. Boyd wszystko fotografował, ale nigdy nie stracił przez innych zaufania; przez lata swojej kariery odrzucił dużo pieniędzy ze względu na to, żeby chronić osoby, które uważał za przyjaciół.
Członkowie z Wrinkle, zespołu muzycznego nazwanego przez Johna Entwistle’a (basistę z The Who), byli najbliższymi przyjacielami Boyda. Poznał ich w Los Angeles, a potem wyjechał z nimi do Portland, gdzie ich producentem był Buck Munger. Boyd wyruszył w trasę koncertową jako road manager i zamieszkiwał w domu perkusisty przez kilka lat.
Kiedy Boyd zadecydował ujawnić swoją homoseksualność, członkowie grupy Wrinkle byli pierwszymi osobami, którym zaufał i byli jego przyjaciółmi do śmierci w 1991.

### Dorobek artystyczny
Boyd wykonał ponad 30 tys. zdjęć artystów rock and rolla z lat 60. i 70. Po jego śmierci w 1991, jego fotografie zgubiły się na niemal dwadzieścia lat. Na przełomie tych dekad, Boyd sfotografował wiele zespołów i wykonawców, jak The Beatles, Jimiego Hendrixa, Boba Dylana, Led Zeppelin, The Rolling Stones, Jerryego Garcia, Raya Charlesa, Chucka Berry’ego, Jima Morrisona, Carlosa Santana, Franka Zappę, Simon and Garfunkel, The Who, Fleetwood Mac, Janis Joplin, Toma Petty’ego, Grateful Dead, Beach Boys czy nawet Queen . Po odnalezieniu kolekcji Boyda, jest ona dostępna publicznie od 2010.
Jego fotografie przedstawiają gwiazdy rock and rolla występujące na scenie, a także w życiu codziennym. Przez swoich rówieśników uważany był najlepszym fotografem w historii rock and rolla.

### Dziedzictwo
W 2012 ukazała się książka Forever Young. The Rock and Roll Photography of Chuck Boyd będąca zbiorem wielu zdjęć z czasów jego kariery. Autorem jest historyk muzyki – Jeffrey Schwartz.

Fotografie Chucka są swoistym wehikułem czasu, dokumentujące narodziny rock and rolla na Wschodnim Wybrzeżu. W trakcie jego pierwszej profesjonalnej wizyty fotografa na występie dla KRLA Beat, Chuck był świadkiem metamorfozy społeczeństwa, kultury i muzyki w połowie lat 60. XX w. w Los Angeles.

## Życie prywatne
Mimo że był gejem, w 1974 ożenił się z Dolly Wiseman – był z nią aż do śmierci. Mają trzech synów: Brandona (który jest muzykiem w zespole Incubus), Jasona (główny wokalista zespołu Audiovent) i Darrena.
Użyczył głosu jako lektor w siedemnastu filmach o edukacji seksualnej.
Pod koniec lat 70. XX w. Boyd zaraził się na HIV. Jego stan zdrowia pogorszył się w latach 80., przez co zrezygnował z pracy fotografa. Zmarł w 1991.

## Dyskografia
Albumy i box sety, w których zostały wykorzystane fotografie Boyda.
| Rok  | Tytuł                                              | Wykonawca                   | Wytwórnia muzyczna                        | Źródło |
| ---- | -------------------------------------------------- | --------------------------- | ----------------------------------------- | ------ |
| 1993 | Complete Studio Recordings                         | Led Zeppelin                | Atlantic                                  | [ 16 ] |
| 1996 | Crossroads 2 (Live In The Seventies)               | Eric Clapton                | Polydor                                   | [ 16 ] |
| 1997 | First Rays of the New Rising Sun                   | Jimi Hendrix                | Experience Hendrix, MCA Records           | [ 16 ] |
| 1997 | Experience Hendrix: The Best of Jimi Hendrix       | Jimi Hendrix                | Experience Hendrix, MCA Records           | [ 16 ] |
| 2001 | Live in Ottawa                                     | The Jimi Hendrix Experience | Dagger Records                            | [ 16 ] |
| 2002 | Voodoo Child: The Jimi Hendrix Collection          | Jimi Hendrix                | Universal Music TV, Experience Hendrix    | [ 16 ] |
| 2003 | Paris 1967/San Francisco 1968                      | The Jimi Hendrix Experience | Dagger Records                            | [ 16 ] |
| 2003 | Crown of Creation                                  | Jefferson Airplane          | RCA, BMG Heritage                         | [ 16 ] |
| 2004 | Clapton Chronicles: The Best of Eric Clapton       | Eric Clapton                | Polydor, Chronicles                       | [ 16 ] |
| 2006 | Perception                                         | The Doors                   | Elektra, Rhino Records                    | [ 16 ] |
| 2007 | Live at Monterey                                   | The Jimi Hendrix Experience | Experience Hendrix, Universal Music Group | [ 16 ] |
| 2007 | Strange Days                                       | The Doors                   | Elektra, Rhino Records                    | [ 16 ] |
| 2010 | West Coast Seattle Boy: The Jimi Hendrix Anthology | Jimi Hendrix                | Experience Hendrix, Legacy                | [ 16 ] |
| 2013 | People, Hell and Angels                            | Jimi Hendrix                | Experience Hendrix, Legacy, Sony Music    | [ 16 ] |
| 2017 | Yardbirds ’68                                      | Yardbirds                   | JimmyPage.com                             | [ 16 ] |
| 2018 | Electric Ladyland                                  | The Jimi Hendrix Experience | Experience Hendrix, Legacy, Sony Music    | [ 16 ] |
| 2018 | Both Sides of The Sky                              | Jimi Hendrix                | Experience Hendrix, Legacy                | [ 16 ] |

## Filmografia

### Filmy
| Rok  | Tytuł                   | Rola                | Źródło |
| ---- | ----------------------- | ------------------- | ------ |
| 1974 | Masakra w San Francisco | Pomocnik Slaughtera | [ 17 ] |
| 1975 | The Specialist          | Arthur Farley       | [ 17 ] |
| 1975 | Dr. Minx                | Fred Thomas         | [ 17 ] |
| 1978 | The Fifth Floor         | Douglas Crawford    | [ 17 ] |
| 1990 | Predator 2              | Reporter            | [ 17 ] |

### Programy telewizyjne
| Rok  | Tytuł           | Tytuł odcinka     | Rola        | Źródło |
| ---- | --------------- | ----------------- | ----------- | ------ |
| 1975 | Starsky i Hutch | „Pariah”          | Oficer      | [ 17 ] |
| 1977 | Barnaby Jones   | „Anatomy of Fear” | Stan Warren | [ 17 ] |

## Fotografie
Informacje na temat zdjęć zespołów bądź artystów (wraz z dokładnymi datami i miejscami), które wykonał Boyd, zostały opracowane według kilku źródeł .

### 1965
- Keith Richards (maj 1965, Long Beach Arena)
- The Rolling Stones (maj 1965, Long Beach Arena)
- James Brown (czerwiec 1965, występ w programie telewizyjnym Shivaree)
- The Beach Boys (lipiec 1965, The Hollywood Bowl)
- The Lovin’ Spoonful (sierpień 1965, Rose Bowl)
- The Dave Clark Five (występ w programie telewizyjnym American Bandstand)
- Gene Clark (sierpień 1965, The Hollywood Palladium)
- Roger McGuinn (sierpień 1965, The Hollywood Palladium)
- David Crosby (sierpień 1965, The Hollywood Palladium)
- Gene Clark (Santa Monica Civic Auditorium)
- Danny Hutton (wrzesień 1965, występ w programie telewizyjnym Shivaree)
- Barry McGuire (wrzesień 1965, The Trip (Hollywood, CA))
- Tom Jones (Hollywood, CA)
- Glen Campbell (Los Angeles, CA)
- Donovan (październik 1965, występ w programie telewizyjnym Shivaree)
- The Knickerbockers (listopad 1965, występ w programie telewizyjnym Shivaree)
- Dusty Springfield (październik 1965, występ w programie telewizyjnym Shivaree)
- The Turtles (występ w programie telewizyjnym The Lioyd Thaxton Show)
- The Righteous Brothers (Los Angeles, CA)
- Ike & Tina Turner (listopad 1965, występ w The Big T.N.T Show, The Moulin Rouge)
- Joan Baez (listopad 1965, występ w The Big T.N.T Show, The Moulin Rouge)
- Marvin Gaye (listopad 1965, The Trip, Hollywood)
- Phil Spector (listopad 1965, The Trip, Hollywood)
- Johnny Rivers (grudzień 1965, Whisky a Go Go, Hollywood)
- P.J. Proby (Kalifornia)
- The Four Seasons (grudzień 1965, Los Angeles)
- Frankie Valli (grudzień 1965, Los Angeles)
- Mick Jagger (grudzień 1965, KRLA Beat Awards, Hullabaloo, Los Angeles)
- Bob Dylan (grudzień 1965, Los Angeles)

### 1966
- The Yardbirds (styczeń 1966, występ w programie telewizyjnym Shivaree)
- Jackie Wilson (luty 1966, Los Angeles)
- The Hollies (Hollywood)
- Sonny and Cher (marzec 1966, 8. ceremonia wręczenia nagród Grammy, Los Angeles)
- Donovan (marzec 1966, Los Angeles, CA)
- Martha and the Vandellas (marzec 1966, The Trip, Hollywood)
- Bobby Rydell (występ w programie telewizyjnym The Lioyd Thaxton Show, Los Angeles)
- Sam the Sham and the Pharaohs (Kalifornia)
- John Philips (studio nagrań United Western Records, Los Angeles)
- Van Morrison and Them (maj 1966, Whisky a Go Go, Hollywood)
- Roy Orbison (czerwiec 1966, Los Angeles)
- Peter Noone (lipiec 1966, Los Angeles Memorial Sports Arena)
- Eric Burdon (lipiec 1966, Los Angeles Memorial Sports Arena)
- Paul McCartney i Ringo Starr (sierpień 1966, studio Capitol Records, Los Angeles)
- Simon and Garfunkel (występ w programie telewizyjnym The Lioyd Thaxton Show)
- The Yardbirds (sierpień 1966, The Troubadour, Hollywood)
- The Temptations (sierpień 1966, The Trip, Hollywood)
- Ray Charles (wrzesień 1966, Los Angeles)
- Ry Cooder (wrzesień 1966, Los Angeles, CA)
- Taj Mahal (wrzesień 1966, Los Angeles)
- The Turtles (grudzień 1966, Whisky a Go Go, Hollywood)

### 1967
- Smokey Robinson and the Miracles (styczeń 1967, Whisky a Go Go, Hollywood)
- Little Richard (Columbia Recording Studios, Hollywood)
- The Monkees (luty 1967, Los Angeles)
- Davy Jones (luty 1967, Los Angeles)
- The Mamas and the Papas (marzec 1967, występ w programie telewizyjnym Rodgers & Hart Today, Los Angeles)
- The Supremes (marzec 1967, występ w programie telewizyjnym Rodgers & Hart Today, Los Angeles)
- Buffalo Springfield (z Davidem Crosbym) (czerwiec 1967, Monterey Pop Festival, Monterey)
- Ravi Shankar (czerwiec 1967, Monterey Pop Festival, Monterey)
- John Philips i Brian Jones (czerwiec 1967, Monterey Pop Festival, Monterey)
- Roger Daltry (czerwiec 1967, Monterey Pop Festival, Monterey)
- Pete Townshend (czerwiec 1967, Monterey Pop Festival, Monterey)
- Felix Cavaliere (czerwiec 1967, Disneyland, Anaheim)
- Wilson Pickett (lipiec 1967, występ w programie telewizyjnym, Los Angeles)
- Johnny Rivers (lipiec 1967, Whisky a Go Go, Hollywood)
- Jim Morrison (lipiec 1967, Santa Monica Civic Auditorium) i (lipiec 1967, Devonshire Downs, Northridge)
- Ray Manzarek (lipiec 1967, Devonshire Downs, Northridge)
- Robby Krieger (lipiec 1967, Devonshire Downs, Northridge)
- John Densmore (lipiec 1967, Devonshire Downs, Northridge)
- Paul Kantner (wrzesień 1967, Los Angeles)
- Grace Slick and Rodney Bingenheimer (wrzesień 1967, Los Angeles)
- Jack Casady (wrzesień 1967, Los Angeles)
- Grateful Dead (wrzesień 1967, Hollywood Bowl)
- Jefferson Airplane (wrzesień 1967, Kalifornia)
- The Beach Boys (listopad 1967, Hollywood Bowl)
- Everly Brothers (listopad 1967, Hollywood Bowl)
- The Hollies (listopad 1967, występ w programie telewizyjnym The Joey Bishop Show, Los Angeles)

### 1968
- Eric Clapton (maj 1968, Kalifornia)
- Jack Bruce (maj 1968, Kalifornia)
- Cream (maj 1968, Kalifornia)
- Janis Joplin (Kalifornia)
- Frank Zappa (lipiec 1968, Whisky a Go Go, Hollywood)
- Alice Cooper (lipiec 1968, Whisky a Go Go, Hollywood) i (sierpień 1968, Newport Pop Festival, Costa Mesa)
- Johnny Echols i Arthur Lee (lipiec 1968, Hullabaloo, Hollywood)
- Bob „The Bear” Hite i Chet Helms (sierpień 1968, Newport Pop Festival, Costa Mesa)
- The Chambers Brothers (sierpień 1968, Newport Pop Festival, Costa Mesa)
- Jerry Garcia i Stanley Owsley (sierpień 1968, Newport Pop Festival, Costa Mesa)
- Bob Weir (sierpień 1968, Newport Pop Festival, Costa Mesa)
- Richie Havens (wrzesień 1968, The Troubadour, Hollywood)
- Eric Clapton (październik 1968, Alameda County Coliseum, Oakland)
- Cream (październik 1968, Alameda County Coliseum, Oakland)
- Deep Purple (grudzień 1968, występ w programie telewizyjnym The Merv Griffin Show, Los Angeles)
- Aretha Franklin (Los Angeles)
- Buffalo Springfield (Melodyland, Anaheim)

### 1969
- The Chambers Brothers (styczeń 1969, występ w programie telewizyjnym The Smothers Brothers Comedy Hour, Los Angeles)
- Ike and Tina Turner (marzec 1969, występ w programie telewizyjnym The Smothers Brothers Comedy Hour, Los Angeles)
- Jimmy Page (kwiecień 1969, Los Angeles)
- Led Zeppelin (kwiecień 1969, Los Angeles)
- Stephen Stills, Graham Nash i David Crosby (maj 1969, Kalifornia)
- Crosby, Stills, Nash i Young (maj 1969, Kalifornia)
- Canned Heat (maj 1969, Northern California Folk-Rock Festival, Santa Clara County Fairgrounds, San Jose)
- Alan Wilson (maj 1969, Northern California Folk-Rock Festival, Santa Clara County Fairgrounds, San Jose)
- Carlos Santana (maj 1969, Northern California Folk-Rock Festival, Santa Clara County Fairgrounds, San Jose)
- Elvin Bishop (maj 1969, Northern California Folk-Rock Festival, Santa Clara County Fairgrounds, San Jose)
- Chuck Berry (maj 1969, Northern California Folk-Rock Festival, Santa Clara County Fairgrounds, San Jose)
- Roger Daltrey i Pete Townshend (czerwiec 1969, The Hollywood Palladium)
- Paul Rodgers (lipiec 1969, Kalifornia)
- Three Dog Night (lipiec 1969, Kalifornia)
- Led Zeppelin (sierpień 1969, Swing Auditorium, San Bernadino)
- Robert Plant (sierpień 1969, Swing Auditorium, San Bernadino)
- Jerry Lee Lewis (październik 1969, występ w programie telewizyjnym The Music Scene, Los Angeles)
- Grace Slick (listopad 1969, Elysian Park Love-In, Los Angeles)
- Wrinkle (Kalifornia)
- Mick Jagger (listopad 1969, Los Angeles Forum, Inglewood)
- Keith Richards (listopad 1969, Los Angeles Forum, Inglewood)
- Charle Watts (listopad 1969, Los Angeles Forum, Inglewood)
- Little Richard (grudzień 1969, występ w programie telewizyjnym The Music Scene, Los Angeles)
- Chuck Berry (grudzień 1969, występ w programie telewizyjnym The Music Scene, Los Angeles)

### 1970–1978
- Jimmy Page (marzec 1970, Los Angeles Forum, Inglewood)
- Robert Plant (marzec 1970, Los Angeles Forum, Inglewood)
- Joe Cocker (maj 1970)
- Leon Russell (maj 1970)
- Led Zeppelin (wrzesień 1970, Los Angeles Forum, Inglewood)
- Linda Ronstadt (październik 1970, Big Sur Folk Festival, Monterey)
- Mike Love (październik 1970, Big Sur Folk Festival, Monterey)
- Freddie King (grudzień 1970, Anaheim Convention Center, Anaheim)
- Elton John (grudzień 1970, Anaheim Convention Center, Anaheim)
- Dick Clark i John Kay (sierpień 1971, występ w programie telewizyjnym American Bandstand, Los Angeles)
- T. Rex (lipiec 1973)
- Jackson Browne (styczeń 1974, Paramount Theatre, Portland)
- Jeff Beck (maj 1975)
- Geddy Lee (maj 1975, Paramount Theatre, Portland)
- Alex Lifeson (maj 1975, Paramount Theatre, Portland)
- Eric Clapton (sierpień 1975)
- Glenn Frey (sierpień 1975)
- Stephen Stills (grudzień 1975)
- Albert King (1975)
- Cat Stevens (luty 1976, Portland Memorial Coliseum)
- Electric Light Orchestra (luty 1976, Seattle Center Coliseum)
- Paul Stanley (luty 1976, Portland Memorial Coliseum)
- Gene Simmons (luty 1976, Portland Memorial Coliseum)
- Emmylou Harris (marzec 1976, Paramount Theatre, Portland)
- Peter Frampton (kwiecień 1976, Paramount Theatre, Portland)
- Jeff „Shunk” Baxter (maj 1976, Portland Memorial Coliseum)
- Michael McDonald (maj 1976, Portland Memorial Coliseum)
- Joe Walsh (sierpień 1976)
- Tony Iommi i Ozzy Osbourne (listopad 1976, Portland Memorial Coliseum)
- Jimmy Buffett (grudzień 1976, Paramount Northwest, Seattle)
- Willie Nelson (1976)
- Tom Scholz (marzec 1977)
- Brad Delp (marzec 1977)
- Ray Davies i Dave Davies (kwiecień 1977, Portland Memorial Coliseum)
- Mick Fleetwood (wrzesień 1977, Seattle Center Coliseum)
- Lindsey Buckingham (wrzesień 1977, Seattle Center Coliseum)
- Stevie Nicks (wrzesień 1977, Seattle Center Coliseum)
- Tom Petty and the Heartbreakers (październik 1977, Paramount Theatre, Portland)
- Tom Petty (październik 1977, Paramount Theatre, Portland)
- Steve Miller (listopad 1977, Portland Memorial Coliseum)
- Phil Lynott i Gary Moore (grudzień 1977, Paramount Theatre, Portland)
- Lionel Richie (1977)
- Brian May (grudzień 1977, Paramount Theatre, Portland)
- Freddie Mercury i John Deacon (grudzień 1977, Paramount Theatre, Portland)
- Ted Nugent (sierpień 1978, Paramount Theatre, Portland)
- Billy Gibbons (1978)
- Sammy Hagar (wrzesień 1978, Portland Memorial Coliseum)
- B.B. King (1978; 1978, Paramount Theatre, Portland)